# Antocha latifurca
Antocha latifurca är en tvåvingeart som beskrevs av Alexander 1969. Antocha latifurca ingår i släktet Antocha och familjen småharkrankar. Inga underarter finns listade i Catalogue of Life.